# Meli Valdés Sozzani
Meli Valdes Sozzani (1977, La Plata, Província de Buenos Aires) é uma artista plástica argentina.

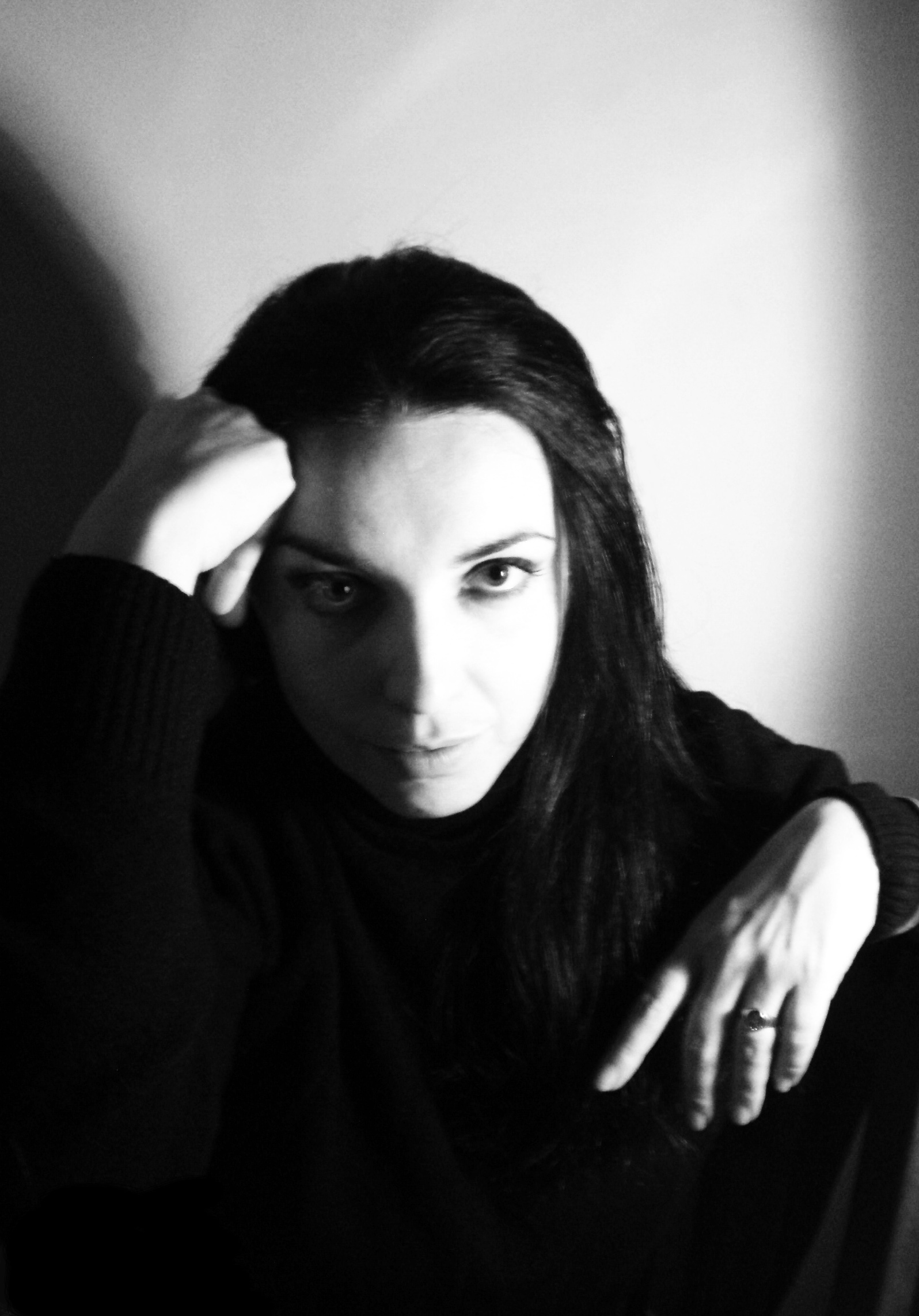
Meli Valdés Sozzani

Começou a pintar desde tenra idade, fazendo sua primeira exposição em 1996.[carece de fontes?]
Suas primeiras obras são influenciadas pelo surrealismo, mas de um caráter muito pessoal, tornando-se um interesse já evidente no simbólico ao invés de imagens oníricas, característica de seu trabalho futuro.[carece de fontes?]
Em 1998, expõe uma série de pinturas em Artexpo New York, no Jacob K. Javits Center em Nova York. Naquela ocasião, recebeu o Artist Pavilion Award, em reconhecimento da originalidade de seu trabalho.
Suas obras já foram exibidas várias vezes em seu país, os Estados Unidos e Itália, ganhando elogios em artigos de vários jornais.
Em 2006, em colaboração com o escritor argentino Alejandro Córdoba Sosa, faz uma série de quarenta ilustrações com base nos microcontos que compõem o livro Doscientos y un cientos en miniatura (Duzentos e um contos em miniatura).

Em 2013, por ocasião do sétimo centenário do nascimento de Giovanni Boccaccio fez uma série de pinturas inspiradas no Decameron.

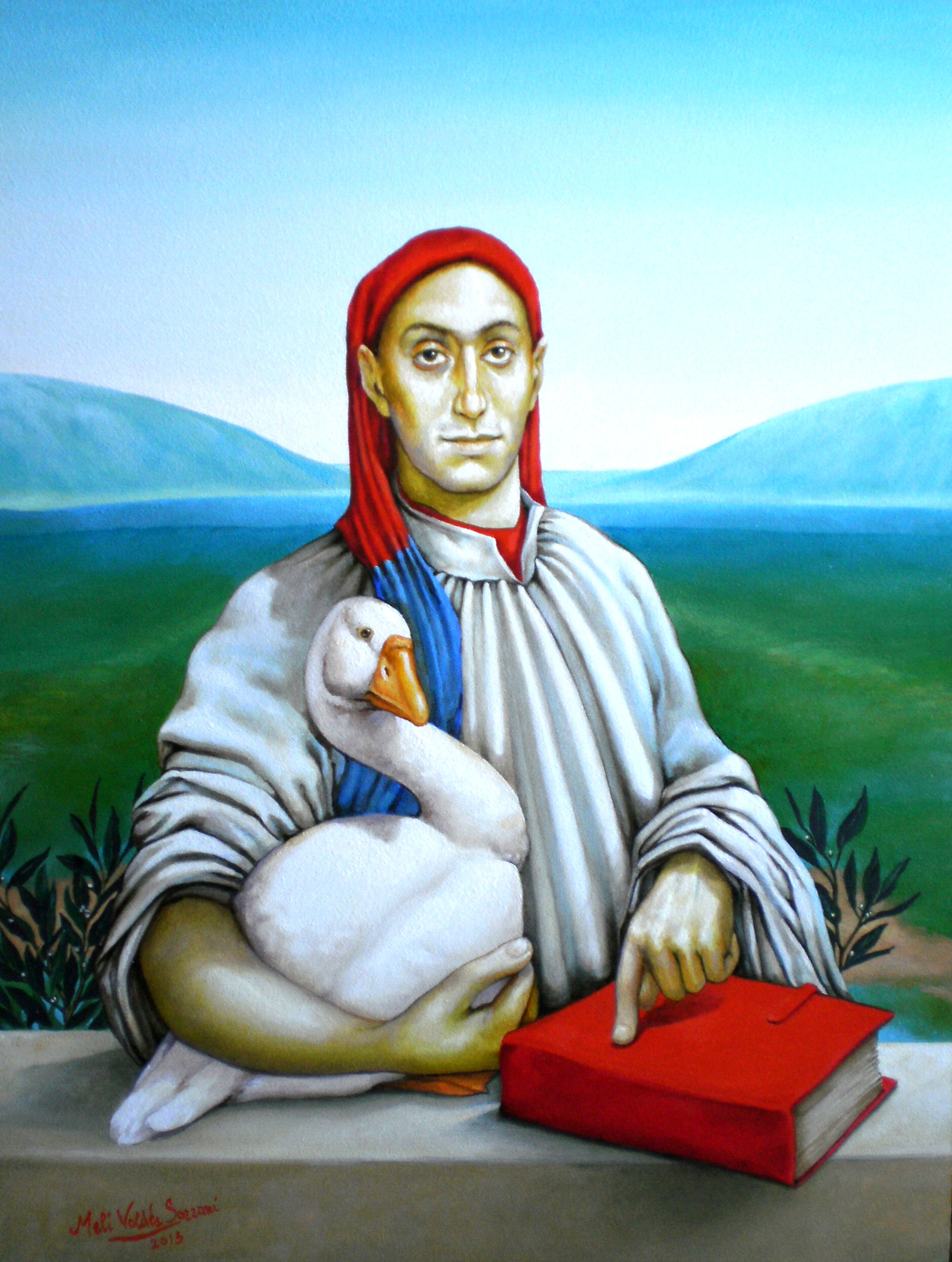
Pintura da série Decameron, Novella delle Papere. Meli Valdés Sozzani

Em 2014 são expostas pela primeira vez as obras de arte originais do livro Duzentos e um contos em miniatura, juntamente com os minicontos que compõem o livro.

## Estilo
Figuração em Meli Valdés Sozzani é um veículo para explorar os significados mais profundos latejantes por trás do concreto, revelando a estrutura sutil que se esconde por trás da realidade. Tempo, um tema constante em sua obra, traduz-se em imagens enigmáticas de lirismo comovente.
Suas pinturas são caracterizadas por uma grande luminosidade e riqueza de cores.